# 김영민 (연출가)

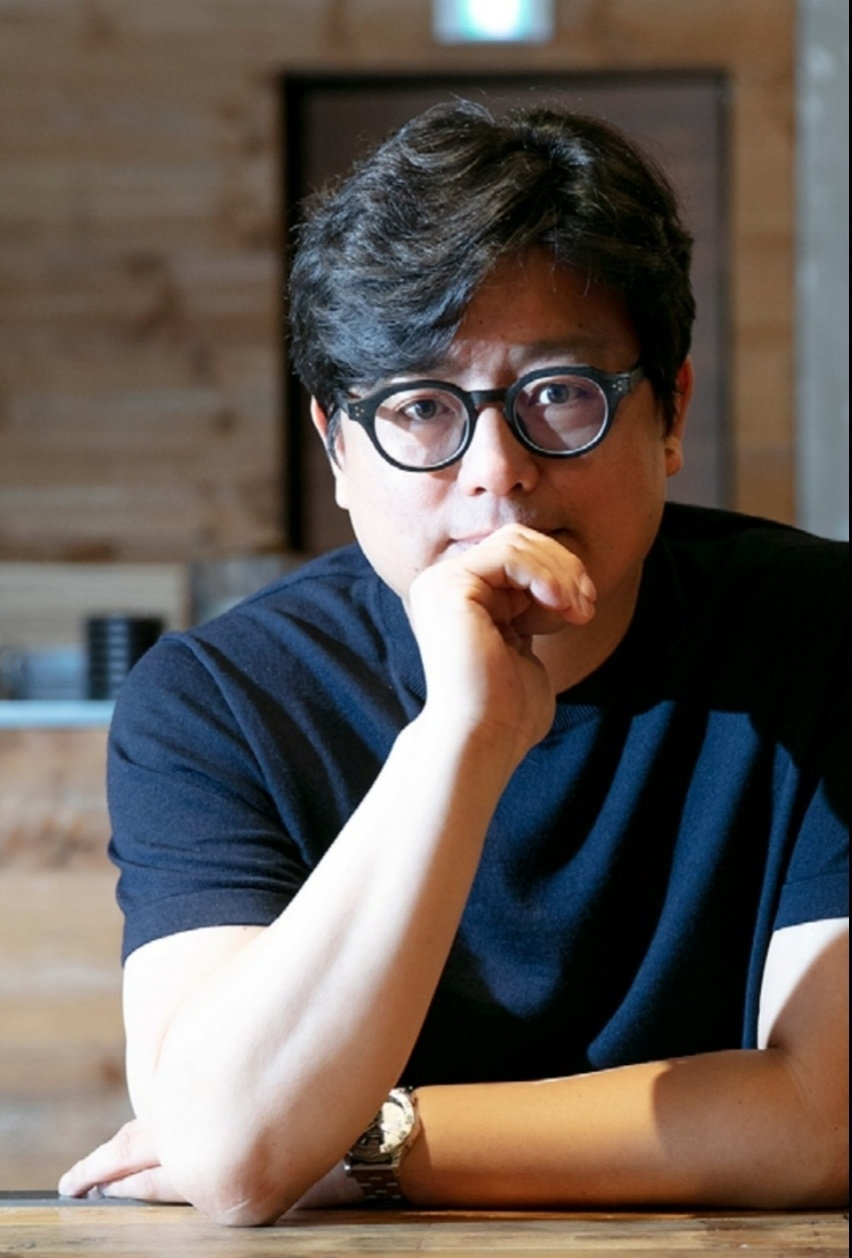
[https://www.kocca.kr/trend/vol19/sub/s13.html 한국콘텐츠진흥원 '콘텐츠트렌드' 인터뷰에서의 모습

김영민은 KBS 소속 대한민국의 프로듀서다. 2003년 KBS 우수프로그램 평가 특별상을 수상했으며, 영등포구청 탁트인 영등포 홍보자문단 자문위원을 역임했다.
2023년 이후 패러블 엔터테인먼트 이사, 제작본부장(총괄 PD)으로 근무중

## 작품 목록
공연
- 2023년 9월 23일 이세계 페스티벌
- 2024년 7월 12/13일 릴파콘: going out

### 지상파, 위성
| 작품명                             | 기간                    | 웹사이트                       |
| ---------------------------------- | ----------------------- | ------------------------------ |
| 스테이지 W 인 목포 KBS2            | 2022.11.12              |                                |
| 촌스럽게 : in 시크릿 아일랜드 KBS2 | 2022.01.02.~2022.01.16. | STAGE W : MUSIC SHOW 2021.12 ~ |
| 류수영의 동물티비 KBS2             | 2021.05.01.~2021.07.17. | 빈칸                           |
| 감성애니 습지를 부탁해 KBS1        | 2020.12.28.~2021.01.08. | 빈칸                           |
| myK Awesome Live                   | 2019.02.16.~            | 빈칸                           |

KBS WORLDTV / seezn
우리집 상전 20부작 : 2022.09.02 ~ 보관됨 2022-09-02 - 웨이백 머신
집사 크루(상전) : 이승훈(오뜨) / 윤지성(베로) / 루다(방구) / 예린(해피)

### 유튜브 채널
- KBS WORLDTV
- KBS DRAMA
- 깔깔티비
- 크큭티비
- 뭉클티비
- 인물사전
- WE KPOP

### 기타
디지털.지상파 크로스오버 콘텐츠 기획 / 제작
- 2021 소편한 남자(MC 류수영)
- 2021 우리집 상전[깨진 링크(과거 내용 찾기)] (류수영의 동물티비 스핀오프)

그룹 CI.캐릭터 기획 / 제작
- 2003 KBS 1.2TV 스테이션 ID 및 캐릭터

출판 DIGITAL EDIT / PUBLISH
- 학술논문집 (방송문화연구 : 2017년 제29권 2호, 제30권 1호,2호)

## 같이 보기
- 한국방송공사
- 프로듀서